# Bernhard Sinkel
Bernhard Sinkel, né le 19 janvier 1940, est un réalisateur et scénariste allemand. 
Il a réalisé sept films entre 1975 et 1993. Il a partagé le prix de reconnaissance spéciale au 28e Festival international du film de Berlin pour le film L'Allemagne en automne. Son film Kaltgestellt a été inscrit au Festival de Cannes 1980. Bernhard Sinkel a travaillé avec Alf Brustellin pour la réalisation et le scénario de films jusqu'à la mort de Brustellin en 1981.

## Filmographie

### Au cinéma
- 1975 : Lina Braake fait sauter la banque (Lina Braake oder Die Interessen der Bank können nicht die Interessen sein, die Lina Braake hat)
- 1975 : Berlinger (de) (coréalisateur : Alf Brustellin)
- 1977 : La Guerre des filles (de) (Der Mädchenkrieg) (coréalisé avec Alf Brustellin, d'après un roman de Manfred Bieler (de))
- 1978 : Taugenichts (de) - (adapté de Scènes de la vie d'un propre à rien - Aus dem Leben eines Taugenichts de Joseph von Eichendorff)
- 1978 : L'Allemagne en automne (Deutschland im Herbst)
- 1980 : Kaltgestellt
- 1993 : Der Kinoerzähler (de) (d'après un roman de Gert Hofmann)

### À la télévision
- 1982 : Les Confessions de Félix Krull (Bekenntnisse des Hochstaplers Felix Krull) (mini-série télévisée, adaptée du roman de Thomas Mann Les Confessions du chevalier d'industrie Félix Krull)
- 1987 : Les Liens du sang (Väter und Söhne - Eine deutsche Tragödie) (mini-série télévisée, 4 épisodes)
- 1988 : Hemingway (mini-série télévisée biographique sur Ernest Hemingway)